# كاريل فابريتيوس
كاريل بيتيرز. فابريتيوس (بالهولندية: Carel Pietersz Fabritius) ‏(27 فبراير 1622 - 12 أكتوبر 1654) رسام باروك هولندي. وهو تلميذ رامبرانت وعمل في مرسمه في أمستردام. قام فابريتيوس، الذي كان عضوًا في مدرسة دلفت، بتطوير أسلوبه الفني الخاص وتجربة المنظور والإضاءة. من أعماله منظر من دلفت (1652) والحسون (1654) والحارس (1654).

## بداياته
في البداية عمل نجارًا، وفي أوائل الأربعينيات من القرن السادس عشر درس في استوديو رامبرانت في أمستردام مع شقيقه بارنت. في أوائل خمسينيات القرن السادس عشر، انتقل إلى دلفت، وانضم إلى نقابة رسامي دلفت في عام 1652.

## بعض رسوماته

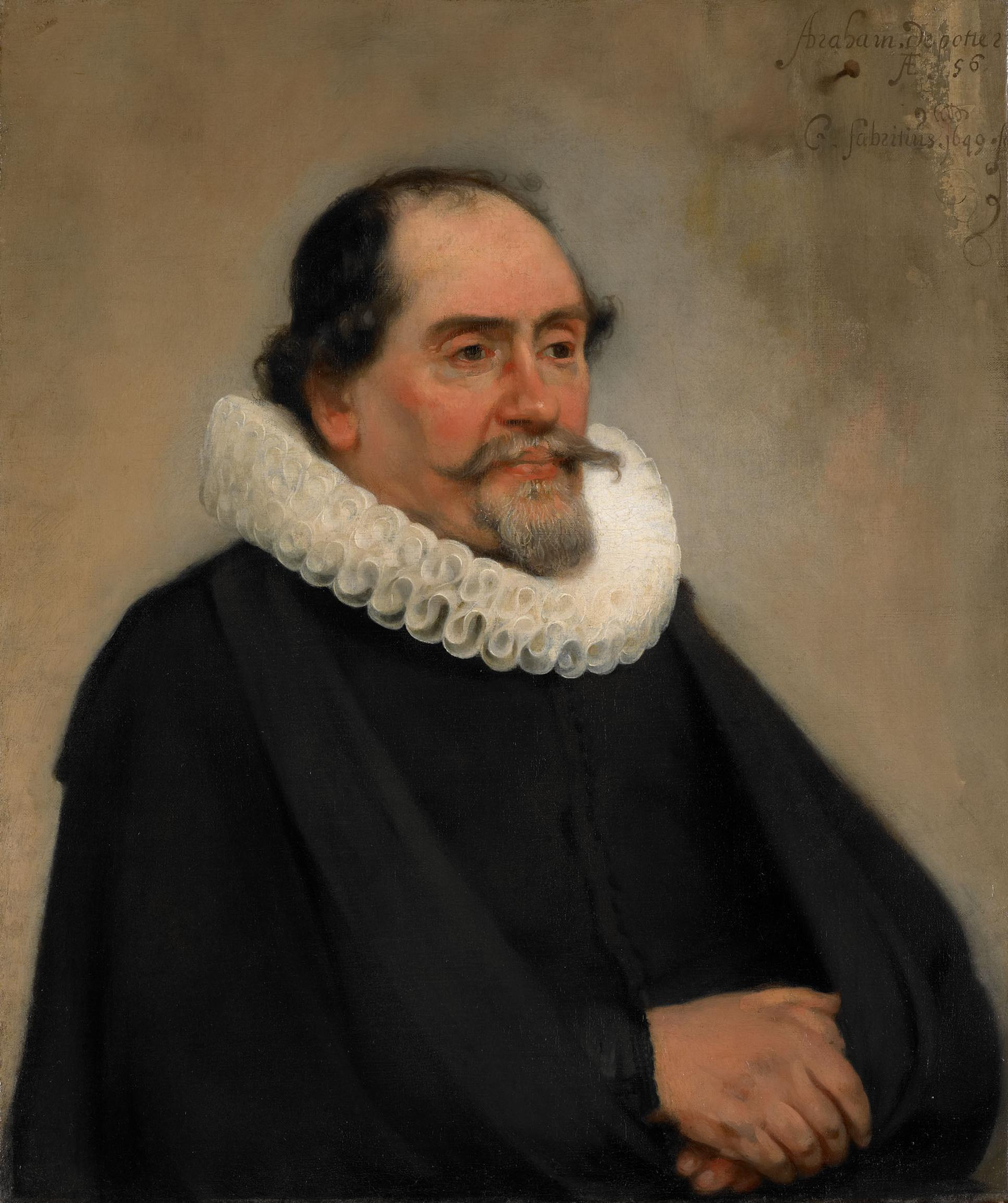
صورة لأبراهام دي بوتر (1649)
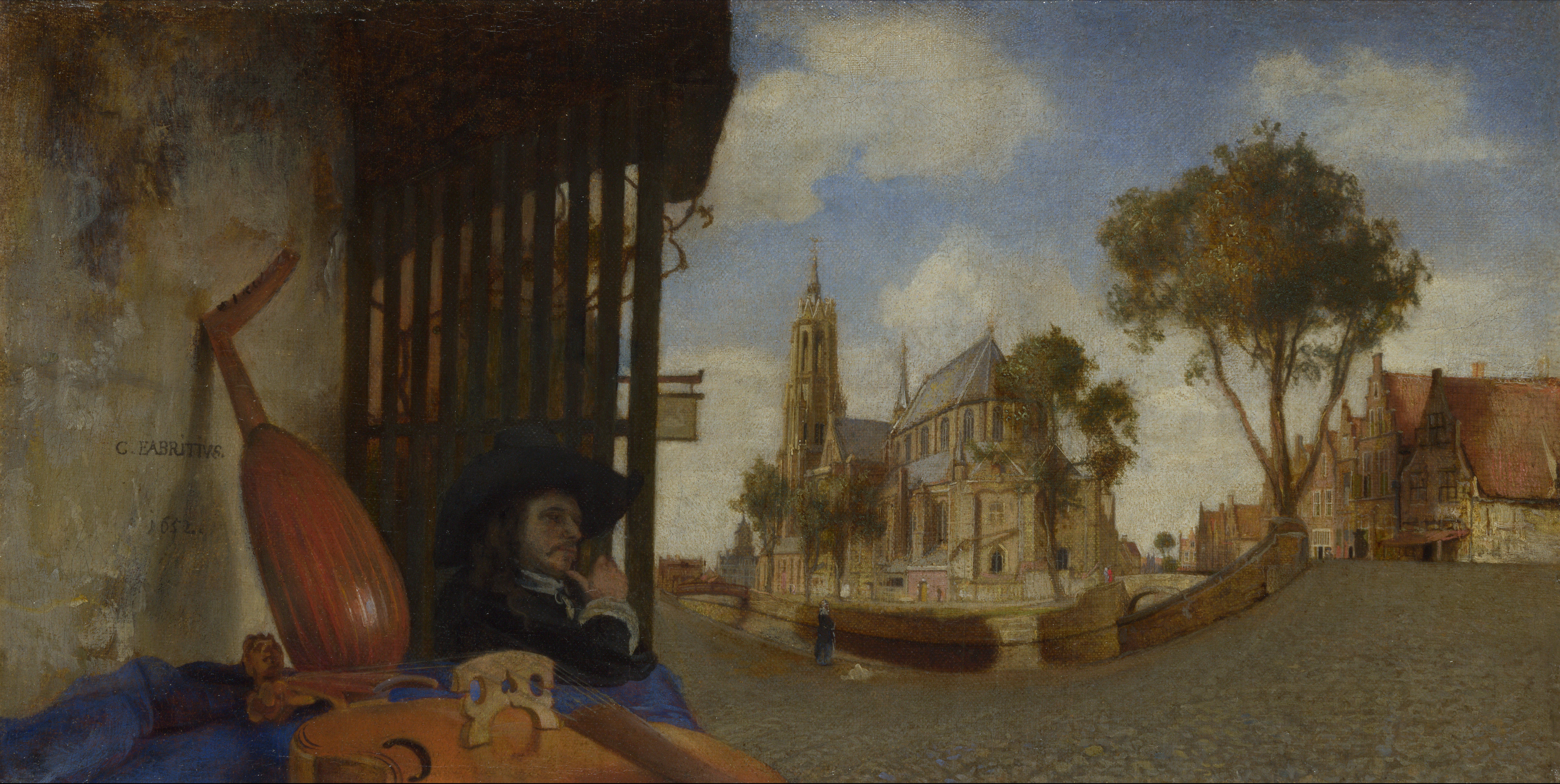
منظر من دلفت (1652) يستكشف منظورًا بانوراميًا مبالغًا فيه
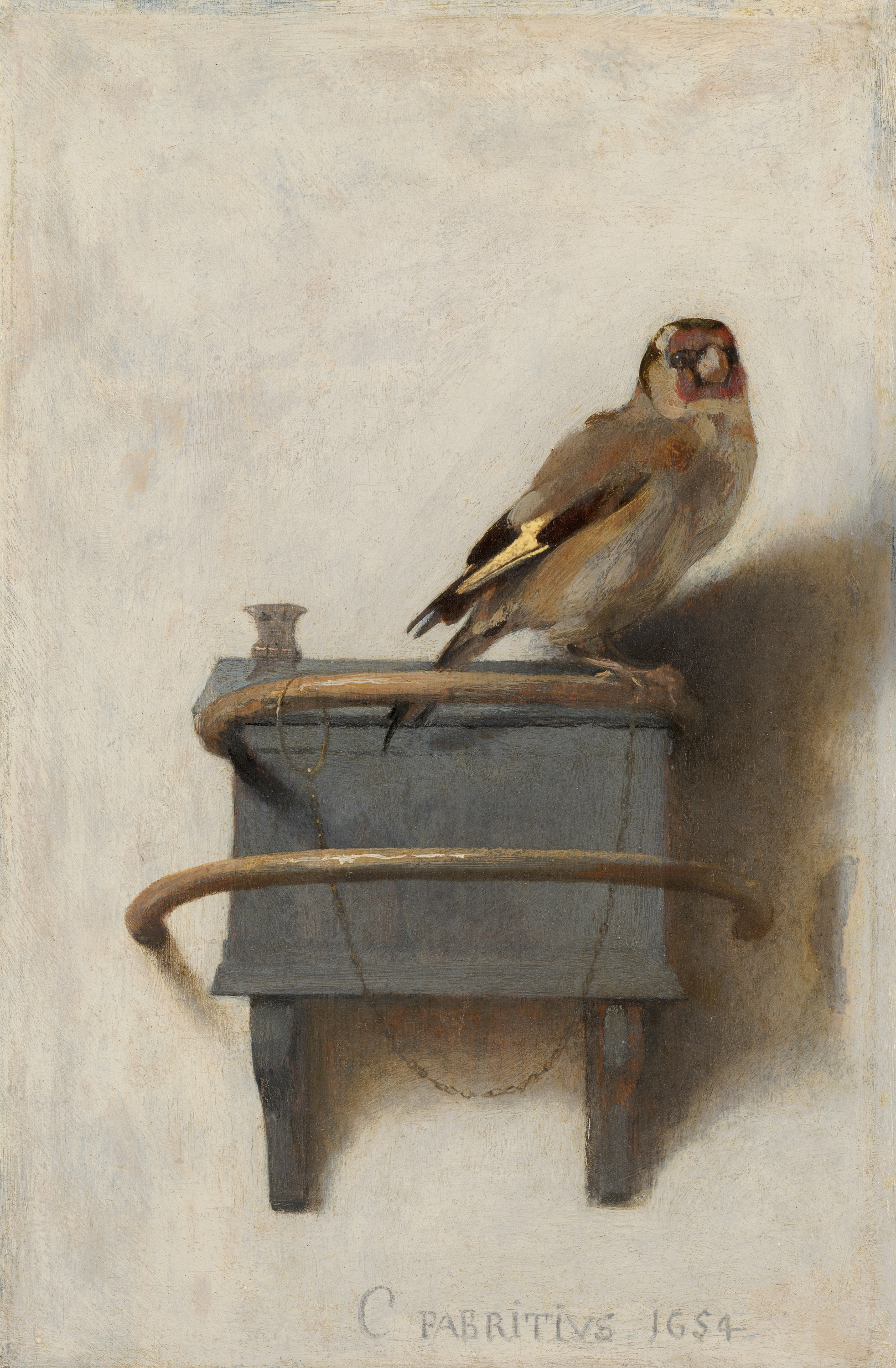
>طائر [[الحسون (لوحة)|الحسون (1654)، يظهر استخدام فابريتيوس لتناغم الألوان الرائعة وتأثيرات الإضاءة الدقيقة وخلفية الضوء
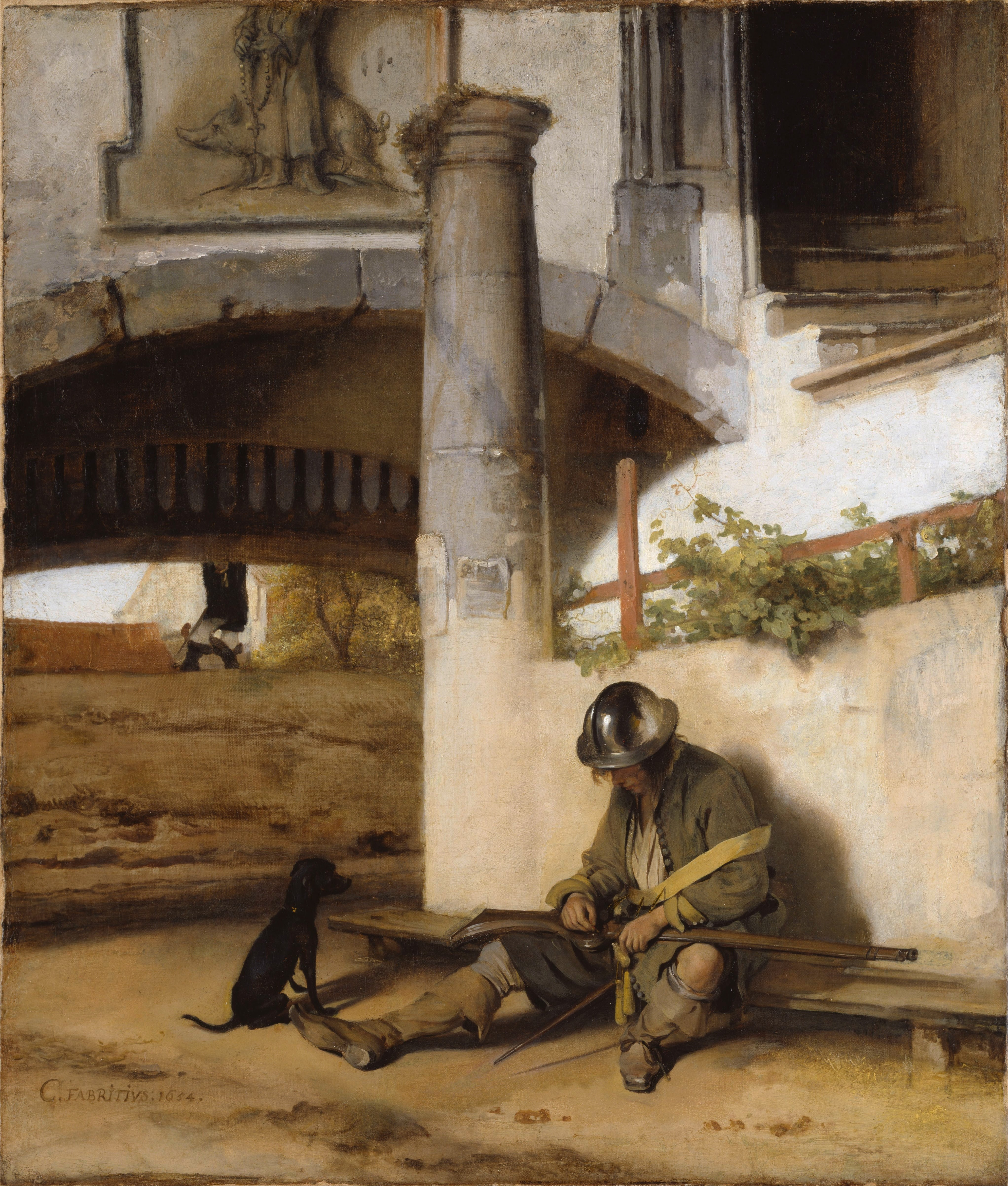
الحارس (1654)
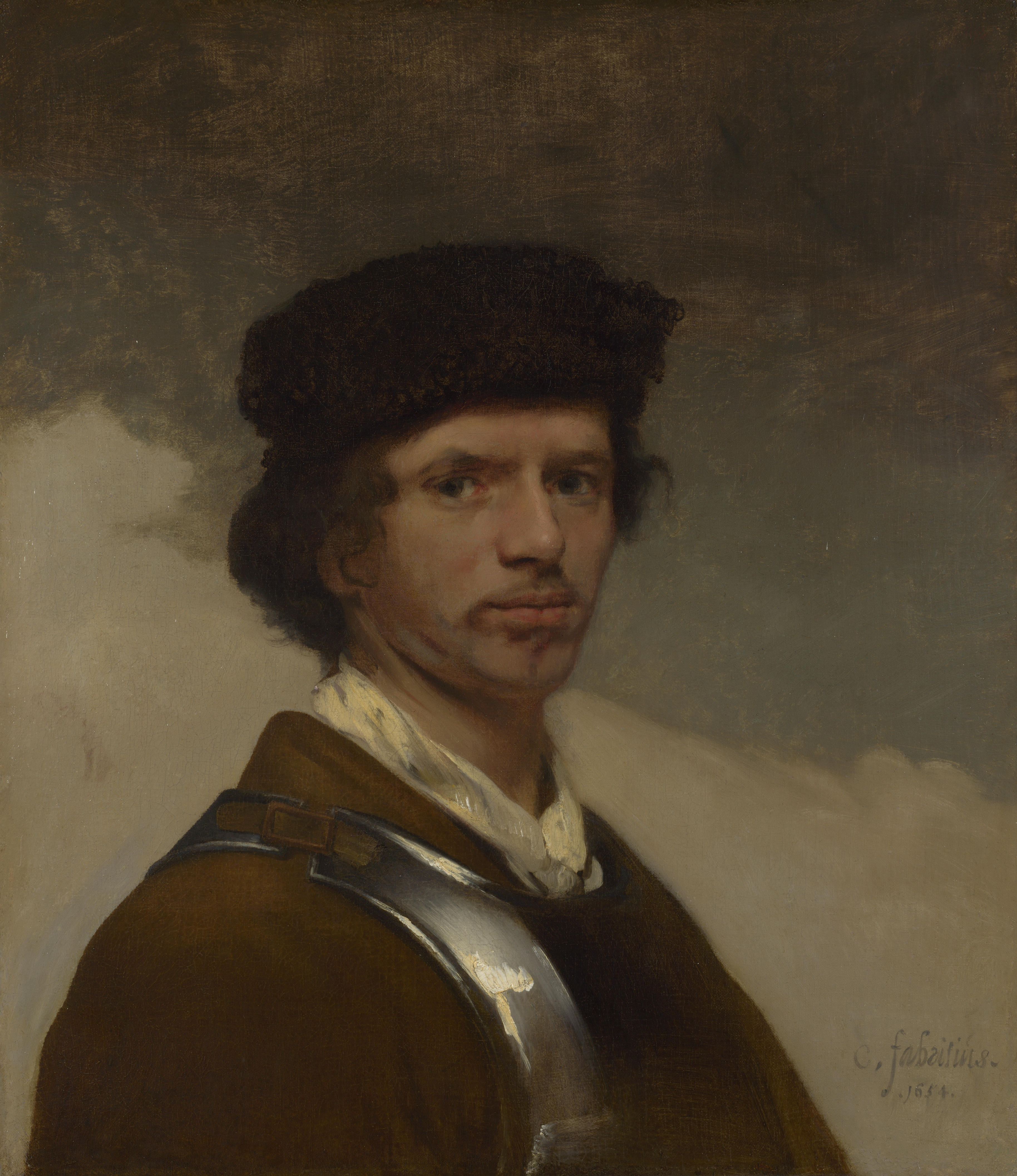
شاب يرتدي قبعة من الفرو، صورة ذاتية 1654

## وفاته
توفي فابريتيوس شابًا، عالقًا في انفجار دلفت في 12 أكتوبر 1654، والذي دمر ربع المدينة، حيث كان في الاستوديو الخاص به مع العديد من لوحاته. والتي بقي منها حوالي اثنتي عشرة لوحة فقط. ووفقًا ل أرنولد هوبراكن، توفي معه تلميذه ماتياس سبورز وشماس الكنيسة سيمون ديكر، لأنهما كانا يعملان على لوحة معًا في ذلك الوقت.

## من أعماله
- كاليفورنيا. 1640 قطع رأس يوحنا المعمدان، لوحة زيتية على قماش، 149 × 121   سم، متحف ريجكس أمستردام
- 1643 رفع لعازر، لوحة زيتية على قماش، المتحف الوطني، وارسو
- 1643 رفع لعازر، لوحة زيتية على قماش، متحف بوشكين، موسكو
- 1643/45 هاجر والملاك، لوحة زيتية على قماش، 157.5 × 136   سم، مجموعة ليدن نيويورك
- ج. 1644 صورة لامرأة جالسة مع منديل، معرض الفن في أونتاريو، تورونتو
- ج. 1645 صورة ذاتية، زيت على لوحة، 65 × 49   سم، متحف Boijmans Van Beuningen، روتردام [7]
- 1645–47 ميركوري وأغلوروس لوحة زيتية على قماش، 72.4 × 91.1   سم، متحف الفنون الجميلة في بوسطن
- 1646–1651 فتاة مع مكنسة، لوحة زيتية على قماش، 107.3 × 91.4   سم، وقعت باسم رامبراندت، المعرض الوطني للفنون ، واشنطن دي سي [8]
- 1649 بورتريه أبراهام دي بوتر، زيت على قماش، 68.5 × 57   سم، متحف ريكز، أمستردام [9]
- 1652 منظر من دلفت، مع أداة آلة موسيقية بائع، لوحة زيتية لى قماش على لوحة الرسم، 15.4 x 31.6   سم، المعرض الوطني في لندن
- 1654 الطائر الذهبي، لوحة زيتية على لوحة الرسم، ماورتشهاوس لاهاي
- 1654 الحارس، لوحة زيتة على خيش، 68 × 58   سم، متحف شفيرين، شفيرين
- 1654 شاب يرتدي قبعة من الفرو، زيت على قماش، 70.5 × 61.5   سم، المعرض الوطني بلندن (ربما صورة ذاتية)

## روابط خارجية
- كاريل فابريتيوس في Artcyclopedia
- الأعمال والأدب على كاريل فابريتيوس
- فيرمير ومدرسة دلفت، كتالوج معرض النص الكامل من متحف متروبوليتان للفنون، والذي يتضمن مواد عن Carel Fabritius